# Gat (Bibel)
Gat oder Gath (auch Geth) ist eine Stadt, die mehrfach im Tanach genannt wird. Die Stadt soll auf dem Gebiet der Philister im Elahtal zwischen den Orten Gaza und Aschdod gelegen haben. Sie soll über andere Orte und Dörfer in der Umgebung regiert haben, wie zum Beispiel Achis.

## Geschichte
Die Stadt wird bereits in den Amarna-Briefen (EA 278–280, 14. Jahrhundert v. Chr.) als Jerusalem benachbarter Kanaanäischer Stadtstaat erwähnt, ihr König war damals Šuwardata. Juan-Pablo Vita nimmt auf Grund paläographischer Studien an, dass ein Schreiber aus Gezer den Brief des Šuwardata verfasste. Dieser Schreiber war auch für die verbündeten Herrscher von Ginti-kirmil und Aschdod tätig.
Nach dem  Buch Josua im Alten Testament war Gat ein Teil des Fünfstädtebundes der Philister, der aus den Städten Gat, Gaza, Aschdod, Ekron und Aschkelon bestanden haben soll und vermutlich sogar sein  Zentrum. Nach dem Buch Samuel hießen die Könige von Gat zur Zeit Davids Maoch und sein Sohn Achisch, dessen Vasall David einst war (1 Sam 27,2–9 ). Achisch führte das Bündnis der fünf Philister-Städte in der Schlacht gegen Saul, von der David profitierte (1 Sam 29 ).
In assyrischen Annalen Mitte des 8. Jahrhunderts wird Gat nur noch als Kleinstadt genannt, die von Aschdod beherrscht wurde. Das Buch Amos erwähnt die Zerstörung von Gat:

„Geht hinüber nach Kalne und seht! Und geht von dort aus nach Hamat, der großen Stadt, und steigt hinab nach Gat der Philister! Sind sie besser als diese Königreiche, oder ist ihr Gebiet größer als euer Gebiet?“

Gat wurde um 830 v. Chr. von König Hasael von Damaskus erobert und zerstört (2 Kön 12,18 ). Jüngere Teile der Bibel erwähnen sie nicht mehr.

### Herrscher
- Šuwardata, Amarna-Zeit

## Sonstiges
Nach biblischer Überlieferung  stammte der von David im Zweikampf getötete Riese Goliat aus Gat.

## Tell es-Safi
Archäologische Untersuchungen haben den Tell es-Safi (heute Tel Zafit südwestlich der Stadt Bet Schemesch) in der Schefela als Gat identifiziert, das gegen Ende des 9. Jahrhunderts zerstört wurde. Danach verfiel die ursprünglich vermutlich bedeutendste Stadt der ganzen Gegend. Die archäologischen Ausgrabungen werden von Prof. Aren Maeir der Bar-Ilan-Universität (Ramat-Gan, Israel) geleitet. Anfang August 2015 berichteten die Archäologen, man habe ein Stadttor, eine Festungsmauer, einen Tempel sowie eine Produktionsstätte für Eisen entdeckt. Die Funde erlauben Rückschlüsse, dass die Ausdehnung der Stadt über 50 Hektar betrug. Städte wie Jerusalem erstreckten sich zur selben Zeit über etwa 12 Hektar.